# Transistor de efecto campo
El transistor de efecto campo (FET, del inglés field-effect transistor) es un transistor que usa el campo eléctrico para controlar la forma y, por lo tanto, la conductividad de un canal que transporta un solo tipo de portador de carga, por lo que también suele ser conocido como transistor unipolar. Es un semiconductor que posee tres terminales, denominados puerta (representado con la G), drenador (D) y fuente (S). La puerta es el terminal equivalente a la base del transistor de unión bipolar, de cuyo funcionamiento se diferencia, ya que en el FET, el voltaje aplicado entre la puerta y la fuente controla la corriente que circula en el drenaje. Se dividen en dos tipos los de canal N y los de canal P, dependiendo del tipo de material del cual se compone el canal del dispositivo.

## Historia
El físico austro-húngaro Julius Lilienfeld solicitó en Canadá en el año 1925 una patente para "un método y un aparato para controlar corrientes eléctricas" y que se considera el antecesor de los actuales transistores de efecto campo. Lilienfeld también solicitó patentes en los Estados Unidos en los años 1926 y 1928 pero no publicó artículo alguno de investigación sobre sus dispositivos, ni sus patentes citan algún ejemplo específico de un prototipo de trabajo. Debido a que la producción de materiales semiconductores de alta calidad aún no estaba disponible por entonces, las ideas de Lilienfeld sobre amplificadores de estado sólido no encontraron un uso práctico en los años 1920 y 1930.
En 1948, fue patentado el primer transistor de contacto de punto por el equipo de los estadounidenses Walter Houser Brattain y John Bardeen y de manera independiente, por los alemanes Herbert Mataré y Heinrich Welker, mientras trabajaban en la Compagnie des Freins et Signaux, una subsidiaria francesa de la estadounidense Westinghouse, pero al darse cuenta estos últimos de que los científicos de Laboratorios Bell ya habían inventado el transistor antes que ellos, la empresa se apresuró a poner en producción su dispositivo llamado transistron para su uso en la red telefónica de Francia.
En 1951, Wiliam Shockley solicitó la primera patente de un transistor de efecto de campo, tal como se declaró en ese documento, en el que se mencionó la estructura que ahora posee. Al año siguiente, George Clement Dacey e Ian Ross, de los Laboratorios Bell, tuvieron éxito al fabricar este dispositivo, cuya nueva patente fue solicitada el 31 de octubre de 1952 El primer MOSFET fue construido por el coreano-estadounidense Dawon Kahng y el egipcio Martin Atalla, ambos ingenieros de los Laboratorios Bell, en 1960.

## Tipo de transistores de efecto campo

Comparativa de las gráficas de funcionamiento (curva de entrada o característica I-V y curva de salida) de los diferentes tipos de transistores de efecto de campo

El canal de un FET es dopado para producir tanto un semiconductor tipo N o uno tipo P. El drenador y la fuente deben estar dopados de manera contraria al canal en el caso del MOSFET de enriquecimiento, o dopados de manera similar al canal en el caso del MOSFET de agotamiento. Los transistores de efecto de campo también son distinguidos por el método de aislamiento entre el canal y la puerta. 
Podemos clasificar los transistores de efecto campo según el método de aislamiento entre el canal y la puerta:
- El MOSFET (FET metal-óxido-semiconductor) usa un aislante (normalmente SiO2).
- El JFET (FET de unión) usa una unión PN.
- El MESFET (FET metálico semiconductor) sustituye la unión PN del JFET con un diodo Schottky.
- En el HEMT (transistor de alta movilidad de electrones), también denominado HFET (FET de estructura heterogénea), la banda de material dopada con huecos forma el aislante entre la puerta y el cuerpo del transistor.
- Los MODFET (FET de modulación dopada)
- Los IGBT (transistor bipolar de puerta aislada) es un dispositivo para control de potencia. Son comúnmente usados cuando el rango de voltaje drenador-fuente está entre los 200 a 3000V. Aun así los Power MOSFET todavía son los dispositivos más utilizados en el rango de tensiones drenador-fuente de 1 a 200 de voltaje(V).
- Los FREDFET es un FET especializado diseñado para otorgar una recuperación ultra rápida del  transistor.

- Los DNAFET es un tipo especializado de FET que actúa como biosensor, usando una puerta fabricada de moléculas de ADN de una cadena para detectar cadenas de ADN iguales.
- Los TFT, que hacen uso de silicio amorfo o de silicio policristalino.

## Características
- Tiene una impedancia de entrada extremadamente alta (casi 100MΩ).
- No tiene un voltaje de unión cuando se utiliza como conmutador (interruptor).
- Hasta cierto punto es inmune a la radiación.
- Es menos ruidoso.
- Puede operarse para proporcionar una mayor estabilidad térmica.
- Es muy sensible

## Aplicaciones
El FET más comúnmente utilizado es el MOSFET. La tecnología CMOS es la base de los modernos circuitos integrados digitales. Esta usa una disposición donde el MOSFET de canal-p (generalmente "modo de enriquecimiento") y el de canal-n están conectados en serie de manera que cuando uno está encendido, el otro está apagado.
En los FET, los electrones pueden fluir en cualquier dirección a través del canal cuando se operan en el modo lineal. La convención de nomenclatura del terminal de drenaje y el terminal de fuente es algo arbitraria, ya que los dispositivos están típicamente (pero no siempre) construidos simétricamente desde la fuente al desagüe. Esto hace que los FET sean adecuados para conmutar señales analógicas entre trayectos (multiplexación). En este concepto se basan los tablero de mezcla de estado sólido usados en la producción musical.
Un uso común de los FET es como amplificadores. Debido a su gran resistencia de entrada y baja resistencia de salida, es efectivo como un buffer en la configuración de drenaje común (seguidor de fuente). Son muy comunes además en amplificadores de audio.
Los de tipo IGBT se usan en la conmutación de las bobinas de encendido del motor de combustión interna, donde las capacidades de conmutación rápida y bloqueo de voltaje son importantes.